# Gonomyia (Gonomyia) ishana
Gonomyia (Gonomyia) ishana is een tweevleugelige uit de familie steltmuggen (Limoniidae). De soort komt voor in het Oriëntaals gebied.